# パベル・ペトゥシコフ
パベル・ペトゥシコフ（Pavel Petřikov 1959年7月1日- ）は旧チェコスロバキアの柔道選手。中央ボヘミア州出身。階級は60kg級と65kg級。身長170cm。

## 人物
1980年のモスクワオリンピック60kg級で5位になった。1981年のヨーロッパ選手権で3位になると、世界選手権では決勝まで進むものの、森脇保彦に敗れるが銀メダルを獲得した。1984年のロサンゼルスオリンピックはチェコスロバキアがボイコットしたために出場できなかったが、その実質的な対抗大会として開催されたフレンドシップ・ゲームズに出場して3位になった。その後階級を65kg級に上げると、1988年のソウルオリンピックでは準々決勝で敗れた。1989年の世界選手権では5位となった。

## 主な戦績
60kg級での戦績
- 1980年 - ポーランド国際　優勝
- 1980年 - モスクワオリンピック　5位
- 1981年 - ドイツ国際　3位
- 1981年 - ヨーロッパ選手権　3位
- 1981年 - 世界選手権　2位
- 1982年 - オーストリア国際　優勝
- 1984年 - フレンドシップ・ゲームズ　3位
- 1985年 - チェコ国際　優勝

65kg級での戦績
- 1988年 - チェコ国際　優勝
- 1989年 - チェコ国際　優勝
- 1989年 - ヨーロッパ選手権　3位
- 1989年 - 世界選手権　5位
- 1991年 - オーストリア国際　優勝